# Rundfunk Berlin-Brandenburg

Publieke omroepen van de Duitse deelstaten

De Rundfunk Berlin-Brandenburg (RBB) is de publieke omroep van de Duitse deelstaten Brandenburg en Berlijn. De RBB is lid van de ARD en ontstond op 1 mei 2003 uit een fusie van de Sender Freies Berlin (SFB) en Ostdeutscher Rundfunk Brandenburg (ORB).
De studio's zijn gesitueerd in Berlijn en Potsdam en er zijn lokale studio's in Cottbus, Frankfurt (Oder), Perleberg en Prenzlau.

## Televisie
- RBB Fernsehen, het derde openbare televisiekanaal in het oosten van Duitsland.
- Op Das Erste vult de RBB 7,00% van de zendtijd in.
- Verder zijn RBB-programma's te zien op Phoenix (ARD-ZDF), KI.KA (ARD-ZDF), ARTE (Duits-Frans cultuurkanaal) en 3sat (cultuurkanaal van de ARD, ZDF, ORF, en SRG).

## Radio
Regionale zenders:
- Radio Berlin 88,8 - Zender voor Berlijn
- Antenne Brandenburg - Zender voor Brandenburg met lokale studio's in verschillende plaatsen

Doelgroepenzenders:
- Radio eins - Zender gericht op volwassenen
- Fritz - Zender gericht op jongeren
- Kulturradio - Cultuurzender
- Inforadio - Nieuwszender
- Sorbischer Rundfunk - Zender in het Sorbisch, een samenwerking met de MDR
- COSMO - Alternatieve zender in samenwerking met WDR en Radio Bremen, voorheen  Funkhaus Europa.